# اچ‌دی ۷۳۵۲۶
اچ‌دی ۷۳۵۲۶ یک ستاره است که در صورت فلکی بادبان قرار دارد.